# Wet van Engel
De wet van Engel houdt in dat de uitgaven aan voeding procentueel dalen naarmate het besteedbaar inkomen toeneemt.
Wanneer het besteedbare inkomen stijgt, vindt er een absolute stijging aan uitgaven aan voeding plaats. Er wordt dus meer geld besteed aan voeding naarmate het besteedbare inkomen stijgt. Maar de uitgaven aan voeding dalen relatief. 
Dit geldt niet alleen voor voeding, maar ook voor andere primaire goederen. Echter naarmate men meer verdient zullen de uitgaven aan luxe goederen toenemen. De inkomenselasticiteit van voeding ligt dus tussen 0 en 1.
Dit verschijnsel werd ontdekt door Ernst Engel, een Duitse statisticus, en is naar hem vernoemd.